# Сондерс, Джон
Джон Сондерс (англ. John Saunders; 23 декабря 1867 — 7 октября 1919) — английский скрипач.
Окончил Гилдхоллскую школу музыки, ученик Бенно Холландера и Джона Карродуса. Наиболее известен как лидер струнного квартета, основанного в 1892 году и действовавшего вплоть до его смерти, — этот квартет считался ведущим английским коллективом данного состава. Первоначально коллектив был связан с Этическим обществом Саут-Плейс и выступал на проводившихся Обществом воскресных публичных концертах. Как концертмейстер Сондерс выступал с различными оркестрами, в том числе с оркестром Томаса Бичема, а с 1910 г. и до конца жизни был первой скрипкой оркестра Королевского филармонического общества.
Сондерс был приверженцем новейшей британской музыки. Особенно тесные отношения связывали его с композитором Джозефом Холбруком: для Сондерса и его квартета написаны холбруковские квартет № 1 (1906, посвящён Сондерсу) и № 3 «Пиквикский клуб» (1916), а Две поэмы для скрипки и фортепиано (1903—1910) были впервые исполнены Сондерсом и автором. Кроме того, специально для квартета Сондерса были написаны струнный секстет Сирила Скотта и кларнетный квинтет Сэмюэла Кольридж-Тейлора, квартет также впервые исполнил Фантазию для струнного квартета Фрэнка Бриджа (1905), Фантазию на темы британских народных песен Густава Холста (1916) и др.